# Großer Preis von Kanada 2018
Der Große Preis von Kanada 2018 (offiziell Formula 1 Grand Prix Heineken du Canada 2018) fand am 10. Juni auf dem Circuit Gilles-Villeneuve in Montreal statt und war das siebte Rennen der Formel-1-Weltmeisterschaft 2018.

## Bericht

### Hintergründe
Nach dem Großen Preis von Monaco führte Lewis Hamilton in der Fahrerwertung mit 14 Punkten vor Sebastian Vettel und mit 38 Punkten vor Daniel Ricciardo. In der Konstrukteurswertung führte Mercedes mit 22 Punkten vor Ferrari und mit 71 Punkten vor Red Bull Racing.
Beim Großen Preis von Kanada stellte Pirelli den Fahrern die Reifenmischungen P Zero Supersoft (rot), P Zero Ultrasoft (violett), P Zero Hypersoft (pink) sowie für Nässe Cinturato Intermediates (grün) und Cinturato Full-Wets (blau) zur Verfügung.
Im Vergleich zum Vorjahr gab es einige Änderungen an der Strecke. Die Mauern am Ausgang der Virage Senna sowie zwischen Kurve drei und der Pont de la Concorde wurden erneuert, zudem wurden neue Fangzäune errichtet. Auch die Streckenbegrenzung wurde ausgangs von Kurve drei umgestaltet, so dass die Auslaufzone vergrößert wurde, außerdem ist es für die Sportwarte nun einfacher, Fahrzeuge zu bergen. Auch in der Auslaufzone der Pits Hairpin wurde die Streckenbegrenzung umgestaltet, um Rettungsfahrzeuge besser schützen zu können, zudem wurde die Streckenbegrenzung in Kurve 14 umgestaltet. Außerdem wurden die Reifenstapel in den Kurven Virage Senna, Kurve vier, Pont de la Concorde, Pits Hairpin sowie in der Ziel-Schikane durch TecPro-Barrieren ersetzt.
Es gab im Vergleich zum Vorjahr eine zusätzliche, dritte DRS-Zone. Der Messpunkt befand sich 15 Meter hinter Kurve fünf, das System darf dann 95 Meter nach Kurve sieben aktiviert werden. Die anderen beiden DRS-Zonen blieben im Vergleich zum Vorjahr unverändert. Die zweite Zone begann nach der Pits Hairpin, genau 55 Meter vor der darauffolgenden Vollgas-Kurve. Die dritte Zone befand sich auf der Start-Ziel-Geraden und begann 70 Meter nach der letzten Kurve. Für diese beide DRS-Zonen gab es nur einen Messpunkt, so dass bei einem erfolgreichen Überholmanöver in der ersten Zone der dann vorausfahrende Fahrer in der zweiten Zone das DRS erneut verwenden durfte.
Bei diesem Rennen setzte Toro Rosso erstmals eine weiterentwickelte Version des Honda RA618H ein, Honda hatte die Leistung des Verbrennungsmotors erhöht. Außerdem brachte Renault eine weiterentwickelte Version des Renault R.E.18 zum Einsatz, die allen vier Fahrern mit Renault-Antrieben zur Verfügung gestellt wurde. Zudem trat Vettel in Kanada mit einer neuen Spezifikation des Ferrari 062 EVO an.
Fernando Alonso bestritt seinen 300. Grand Prix.
Marcus Ericsson, Kevin Magnussen (jeweils sieben), Romain Grosjean, Max Verstappen (fünf), Brendon Hartley (vier), Kimi Räikkönen, Sergio Pérez, Stoffel Vandoorne, Vettel (jeweils drei), Pierre Gasly, Nico Hülkenberg, Ricciardo, Carlos Sainz jr., Sergei Sirotkin (jeweils zwei) und Lance Stroll (einer) gingen mit Strafpunkten ins Rennwochenende.
Mit Hamilton (sechsmal), Räikkönen, Alonso, Vettel und Ricciardo (jeweils einmal) traten fünf ehemalige Sieger zu diesem Grand Prix an.
Rennkommissare waren José Abed (MEX), Paul Cooke (CAN), Gerd Ennser (DEU) und Emanuele Pirro (ITA).

### Training
Im ersten freien Training fuhr Verstappen mit einer Rundenzeit von 1:13,302 Minuten die Bestzeit vor Hamilton und Ricciardo. Das Training wurde unterbrochen, nachdem Hülkenberg mit einem Getriebeschaden am Streckenrand ausgerollt war.
Auch im zweiten freien Training war Verstappen in 1:12,198 Minuten Schnellster vor Räikkönen und Ricciardo. Das Training wurde nach einem Unfall von Sainz jr. unterbrochen.
Im dritten freien Training war Verstappen erneut Schnellster. Er fuhr in 1:11,599 Minuten die Bestzeit vor Vettel und Räikkönen.

### Qualifying
Das Qualifying bestand aus drei Teilen mit einer Nettolaufzeit von 45 Minuten. Im ersten Qualifying-Segment (Q1) hatten die Fahrer 18 Minuten Zeit, um sich für das Rennen zu qualifizieren. Alle Fahrer, die im ersten Abschnitt eine Zeit erzielten, die maximal 107 Prozent der schnellsten Rundenzeit betrug, qualifizierten sich für den Grand Prix. Die besten 15 Fahrer erreichten den nächsten Teil. Vettel war Schnellster. Grosjean erlitt bei der Ausfahrt aus der Box einen Motorschaden und qualifizierte sich nicht für den Grand Prix. Er durfte am Rennen dennoch teilnehmen, da er in den freien Trainings ausreichend schnell war. Außer ihm schieden Ericsson, die Williams-Piloten sowie Gasly aus.
Der zweite Abschnitt (Q2) dauerte 15 Minuten. Die schnellsten zehn Piloten qualifizierten sich für den dritten Teil des Qualifyings. Die Ferrari- und Mercedes-Piloten fuhren ihre schnellste Runde auf der Ultrasoft-Mischung, alle übrigen auf Hypersoft. Ricciardo war Schnellster. Die McLaren-Fahrer, Charles Leclerc, Hartley und Magnussen schieden aus.
Der finale Abschnitt (Q3) ging über eine Zeit von zwölf Minuten, in denen die ersten zehn Startpositionen vergeben wurden. Vettel fuhr mit einer Rundenzeit von 1:10,764 Minuten die Bestzeit vor Bottas und Verstappen. Es war die 54. Pole-Position für Vettel in der Formel-1-Weltmeisterschaft und die schnellste jemals auf dieser Strecke gefahrene Rundenzeit.
Gasly wurde wegen der Verwendung des vierten Verbrennungsmotors, des vierten Turboladers, der vierten MGU-H und der dritten MGU-K in dieser Saison ans Ende des Feldes versetzt.

### Rennen
Vettel blieb am Start vorne. Verstappen griff Bottas an, kam aber nicht vorbei. Ricciardo ging an Räikkönen vorbei. Ocon überholte in Kurve 6 außen Hülkenberg. Stroll übersteuerte beim Durchfahren von Kurve 6 und rutschte in Hartley und beide schlugen in die Wand ein. Das Rennen war damit für beide beendet und das Safety-Car musste auf die  Strecke. Vettel führte vor Bottas, Verstappen, Hamilton, Ricciardo, Räikkönen, Ocon, Hülkenberg, Sainz jr. und Pérez.
Beim Restart in Runde 4 gab es keine Positionsveränderungen. In Kurve 2 berührte Perez Sainz jr., rutschte von der Strecke und verlor mehrere Positionen. Alonso griff Leclerc in Runde 9 an, kam aber nicht vorbei.
Hamilton klagte in folgenden Runden über Leistungsaussetzer. In Runde 17 kam Verstappen an die Box und wechselte von Hypersoft auf Supersoft. Hamilton kam ebenfalls rein und wechselte von Ultrasoft auf Supersoft. Beide kamen vor Leclerc auf den Plätzen fünf und sechs wieder zurück. Ricciardo kam eine Runde später rein und wechselte ebenfalls von Hypersoft auf Supersoft. Er kam vor Hamilton auf Platz fünf wieder auf die Strecke.
Räikkönen kam in Runde 33 an die Box und wechselte ebenfalls auf Supersoft und kam ganz knapp hinter Hamilton wieder auf die Strecke. Anschließend fuhr er die schnellste Runde. Bottas und Vettel folgten danach ebenfalls und wechselten alle auf Supersoft. Vettel behielt dabei die Führung vor Bottas, Verstappen, Ricciardo, Hamilton, Räikkönen, Hülkenberg, Sainz jr., Grosjean und Ocon. Vettels Führung wuchs dabei auf sechs Sekunden an.
Alonso musste in seinem 300. Rennen in Runde 42 das Rennen aufgeben. Grosjean kam in der 49. Runde an die Box und wechselte auf Hypersoft. Beim Einfahren in die Box wurde er von Ocon kurz auf das Gras gedrückt. Bottas überrundete Sainz jr. in Runde 55, rutschte in Kurve zwei aber von der Strecke und verlor so mehrere Sekunden auf Vettel. Verstappen fuhr daraufhin die schnellste Runde und holte in kleinen Schritten kontinuierlich auf Bottas auf, kam aber nicht mehr ran.
Vettel gewann das Rennen vor Bottas und Verstappen. Die restlichen Punkteplatzierungen belegten Ricciardo, Hamilton, Räikkönen, Hülkenberg, Sainz jr., Ocon und Leclerc.
Das Rennen wurde durch das kanadische Model Winnie Harlow irrtümlich zu früh abgewunken, nachdem sie eine falsche Anweisung erhalten hatte. Somit wurde der Stand nach der 68. statt 70. Runde gewertet. Betroffen hiervon waren Magnussen und Pérez. Pérez hatte Magnussen im Kampf um Platz 13 kurz vor dem Ziel noch überholt. Die schnellste Runde ging dadurch an Verstappen statt an Ricciardo.
Es war Vettels 50. Sieg seiner Karriere in der Formel-1-Weltmeisterschaft. Zudem war dies sein erster Sieg in Kanada seit 2013 und das erste Mal seit 2014, dass weder Mercedes noch Hamilton in Kanada gewannen. Vettel und Bottas erzielten jeweils ihre vierte Podestplatzierung der Saison, Verstappen seine zweite.
Vettel übernahm die Führung in der Gesamtwertung mit einem Punkt vor Hamilton, Bottas war nun Dritter. In der Konstrukteurswertung blieben die ersten drei Positionen unverändert.

## Meldeliste
| Team                             | Nr. | Fahrer            | Chassis                       | Motor                         | Reifen |
| -------------------------------- | --- | ----------------- | ----------------------------- | ----------------------------- | ------ |
| Mercedes AMG Petronas Motorsport | 44  | Lewis Hamilton    | Mercedes-AMG F1 W09 EQ Power+ | Mercedes-AMG F1 M09 EQ Power+ | P      |
| Mercedes AMG Petronas Motorsport | 77  | Valtteri Bottas   | Mercedes-AMG F1 W09 EQ Power+ | Mercedes-AMG F1 M09 EQ Power+ | P      |
| Scuderia Ferrari                 | 05  | Sebastian Vettel  | Ferrari SF71H                 | Ferrari 062 EVO               | P      |
| Scuderia Ferrari                 | 07  | Kimi Räikkönen    | Ferrari SF71H                 | Ferrari 062 EVO               | P      |
| Aston Martin Red Bull Racing     | 03  | Daniel Ricciardo  | Red Bull Racing RB14          | TAG Heuer                     | P      |
| Aston Martin Red Bull Racing     | 33  | Max Verstappen    | Red Bull Racing RB14          | TAG Heuer                     | P      |
| Sahara Force India F1 Team       | 11  | Sergio Pérez      | Force India VJM11             | Mercedes-AMG F1 M09 EQ Power+ | P      |
| Sahara Force India F1 Team       | 31  | Esteban Ocon      | Force India VJM11             | Mercedes-AMG F1 M09 EQ Power+ | P      |
| Sahara Force India F1 Team       | 34  | Nicholas Latifi   | Force India VJM11             | Mercedes-AMG F1 M09 EQ Power+ | P      |
| Williams Martini Racing          | 18  | Lance Stroll      | Williams FW41                 | Mercedes-AMG F1 M09 EQ Power+ | P      |
| Williams Martini Racing          | 35  | Sergei Sirotkin   | Williams FW41                 | Mercedes-AMG F1 M09 EQ Power+ | P      |
| Renault Sport F1 Team            | 27  | Nico Hülkenberg   | Renault R.S.18                | Renault R.E.18                | P      |
| Renault Sport F1 Team            | 55  | Carlos Sainz jr.  | Renault R.S.18                | Renault R.E.18                | P      |
| Red Bull Toro Rosso Honda        | 28  | Brendon Hartley   | Scuderia Toro Rosso STR13     | Honda RA618H                  | P      |
| Red Bull Toro Rosso Honda        | 10  | Pierre Gasly      | Scuderia Toro Rosso STR13     | Honda RA618H                  | P      |
| Haas F1 Team                     | 08  | Romain Grosjean   | Haas VF-18                    | Ferrari 062 EVO               | P      |
| Haas F1 Team                     | 20  | Kevin Magnussen   | Haas VF-18                    | Ferrari 062 EVO               | P      |
| McLaren F1 Team                  | 14  | Fernando Alonso   | McLaren MCL33                 | Renault R.E.18                | P      |
| McLaren F1 Team                  | 02  | Stoffel Vandoorne | McLaren MCL33                 | Renault R.E.18                | P      |
| Alfa Romeo Sauber F1 Team        | 09  | Marcus Ericsson   | Sauber C37                    | Ferrari 062 EVO               | P      |
| Alfa Romeo Sauber F1 Team        | 16  | Charles Leclerc   | Sauber C37                    | Ferrari 062 EVO               | P      |

Anmerkungen
1. 1 2  Der Force India mit der Startnummer 34 wurde im ersten freien Training für Latifi eingesetzt. Pérez übernahm das Fahrzeug anschließend für das restliche Rennwochenende mit seiner Startnummer 11.

## Klassifikationen

### Qualifying
| Pos.                                                                      | Fahrer            | Konstrukteur              | Q1         | Q2       | Q3       | Start |
| ------------------------------------------------------------------------- | ----------------- | ------------------------- | ---------- | -------- | -------- | ----- |
| 01                                                                        | Sebastian Vettel  | Ferrari                   | 1:11,710   | 1:11,524 | 1:10,764 | 01    |
| 02                                                                        | Valtteri Bottas   | Mercedes                  | 1:11,950   | 1:11,514 | 1:10,857 | 02    |
| 03                                                                        | Max Verstappen    | Red Bull Racing-TAG Heuer | 1:12,008   | 1:11,472 | 1:10,937 | 03    |
| 04                                                                        | Lewis Hamilton    | Mercedes                  | 1:11,835   | 1:11,740 | 1:10,996 | 04    |
| 05                                                                        | Kimi Räikkönen    | Ferrari                   | 1:11,725   | 1:11,620 | 1:11,095 | 05    |
| 06                                                                        | Daniel Ricciardo  | Red Bull Racing-TAG Heuer | 1:12,459   | 1:11,434 | 1:11,116 | 06    |
| 07                                                                        | Nico Hülkenberg   | Renault                   | 1:12,795   | 1:12,521 | 1:11,973 | 07    |
| 08                                                                        | Esteban Ocon      | Force India-Mercedes      | 1:12,577   | 1:12,141 | 1:12,096 | 08    |
| 09                                                                        | Carlos Sainz jr.  | Renault                   | 1:12,689   | 1:12,097 | 1:12,168 | 09    |
| 10                                                                        | Sergio Pérez      | Force India-Mercedes      | 1:12,702   | 1:12,395 | 1:12,671 | 10    |
| 11                                                                        | Kevin Magnussen   | Haas-Ferrari              | 1:12,680   | 1:12,606 | –        | 11    |
| 12                                                                        | Brendon Hartley   | Scuderia Toro Rosso-Honda | 1:12,587   | 1:12,651 | –        | 12    |
| 13                                                                        | Charles Leclerc   | Sauber-Ferrari            | 1:12,945   | 1:12,661 | –        | 13    |
| 14                                                                        | Fernando Alonso   | McLaren-Renault           | 1:12,979   | 1:12,856 | –        | 14    |
| 15                                                                        | Stoffel Vandoorne | McLaren-Renault           | 1:12,998   | 1:12,865 | –        | 15    |
| 16                                                                        | Pierre Gasly      | Scuderia Toro Rosso-Honda | 1:13,047   | –        | –        | 19    |
| 17                                                                        | Lance Stroll      | Williams-Mercedes         | 1:13,590   | –        | –        | 16    |
| 18                                                                        | Sergei Sirotkin   | Williams-Mercedes         | 1:13,643   | –        | –        | 17    |
| 19                                                                        | Marcus Ericsson   | Sauber-Ferrari            | 1:14,593   | –        | –        | 18    |
| 107-Prozent-Zeit: 1:16,730 min (bezogen auf Q1-Bestzeit von 1:11,710 min) |                   |                           |            |          |          |       |
| 20                                                                        | Romain Grosjean   | Haas-Ferrari              | keine Zeit | –        | –        | 20    |

Anmerkungen
1. ↑  Gasly wurde wegen der Verwendung des vierten Verbrennungsmotors, des vierten Turboladers, der vierten MGU-H und der dritten MGU-K in dieser Saison ans Ende des Feldes versetzt.
2. ↑  Grosjean wurde erlaubt zu starten, da er im freien Training ausreichend schnell gefahren war.

### Rennen
| Pos. | Fahrer            | Konstrukteur              | Runden | Stopps | Zeit        | Start | Schnellste Runde |
| ---- | ----------------- | ------------------------- | ------ | ------ | ----------- | ----- | ---------------- |
| 01   | Sebastian Vettel  | Ferrari                   | 68     | 1      | 1:28:31,377 | 01    | 1:13,964 (57.)   |
| 02   | Valtteri Bottas   | Mercedes                  | 68     | 1      | + 7,376     | 02    | 1:13,992 (51.)   |
| 03   | Max Verstappen    | Red Bull Racing-TAG Heuer | 68     | 1      | + 8,360     | 03    | 1:13,864 (65.)   |
| 04   | Daniel Ricciardo  | Red Bull Racing-TAG Heuer | 68     | 1      | + 20,892    | 06    | 1:14,159 (59.)   |
| 05   | Lewis Hamilton    | Mercedes                  | 68     | 1      | + 21,559    | 04    | 1:14,183 (66.)   |
| 06   | Kimi Räikkönen    | Ferrari                   | 68     | 1      | + 27,184    | 05    | 1:14,075 (59.)   |
| 07   | Nico Hülkenberg   | Renault                   | 67     | 1      | + 1 Runde   | 07    | 1:15,588 (64.)   |
| 08   | Carlos Sainz jr.  | Renault                   | 67     | 1      | + 1 Runde   | 09    | 1:15,666 (61.)   |
| 09   | Esteban Ocon      | Force India-Mercedes      | 67     | 1      | + 1 Runde   | 08    | 1:15,610 (61.)   |
| 10   | Charles Leclerc   | Sauber-Ferrari            | 67     | 1      | + 1 Runde   | 13    | 1:15,480 (65.)   |
| 11   | Pierre Gasly      | Scuderia Toro Rosso-Honda | 67     | 1      | + 1 Runde   | 19    | 1:15,699 (67.)   |
| 12   | Romain Grosjean   | Haas-Ferrari              | 67     | 1      | + 1 Runde   | 20    | 1:15,470 (56.)   |
| 13   | Kevin Magnussen   | Haas-Ferrari              | 67     | 1      | + 1 Runde   | 11    | 1:15,401 (65.)   |
| 14   | Sergio Pérez      | Force India-Mercedes      | 67     | 2      | + 1 Runde   | 10    | 1:15,100 (64.)   |
| 15   | Marcus Ericsson   | Sauber-Ferrari            | 66     | 1      | + 2 Runden  | 18    | 1:16,403 (62.)   |
| 16   | Stoffel Vandoorne | McLaren-Renault           | 66     | 2      | + 2 Runden  | 15    | 1:15,765 (55.)   |
| 17   | Sergei Sirotkin   | Williams-Mercedes         | 66     | 1      | + 2 Runden  | 17    | 1:15,924 (53.)   |
| –    | Fernando Alonso   | McLaren-Renault           | 40     | 1      | DNF         | 14    | 1:16,180 (33.)   |
| –    | Brendon Hartley   | Scuderia Toro Rosso-Honda | 0      | 0      | DNF         | 12    | –                |
| –    | Lance Stroll      | Williams-Mercedes         | 0      | 0      | DNF         | 16    | –                |

## WM-Stände nach dem Rennen
Die ersten zehn des Rennens bekamen 25, 18, 15, 12, 10, 8, 6, 4, 2 bzw. 1 Punkt(e).

### Fahrerwertung
| Pos. | Fahrer           | Konstrukteur              | Punkte |
| ---- | ---------------- | ------------------------- | ------ |
| 01   | Sebastian Vettel | Ferrari                   | 121    |
| 02   | Lewis Hamilton   | Mercedes                  | 120    |
| 03   | Valtteri Bottas  | Mercedes                  | 86     |
| 04   | Daniel Ricciardo | Red Bull Racing-TAG Heuer | 84     |
| 05   | Kimi Räikkönen   | Ferrari                   | 68     |
| 06   | Max Verstappen   | Red Bull Racing-TAG Heuer | 50     |
| 07   | Fernando Alonso  | McLaren-Renault           | 32     |
| 08   | Nico Hülkenberg  | Renault                   | 32     |
| 09   | Carlos Sainz jr. | Renault                   | 24     |
| 10   | Kevin Magnussen  | Haas-Ferrari              | 19     |

| Pos. | Fahrer            | Konstrukteur              | Punkte |
| ---- | ----------------- | ------------------------- | ------ |
| 11   | Pierre Gasly      | Scuderia Toro Rosso-Honda | 18     |
| 12   | Sergio Pérez      | Force India-Mercedes      | 17     |
| 13   | Esteban Ocon      | Force India-Mercedes      | 11     |
| 14   | Charles Leclerc   | Sauber-Ferrari            | 10     |
| 15   | Stoffel Vandoorne | McLaren-Renault           | 8      |
| 16   | Lance Stroll      | Williams-Mercedes         | 4      |
| 17   | Marcus Ericsson   | Sauber-Ferrari            | 2      |
| 18   | Brendon Hartley   | Scuderia Toro Rosso-Honda | 1      |
| 19   | Romain Grosjean   | Haas-Ferrari              | 0      |
| 20   | Sergei Sirotkin   | Williams-Mercedes         | 0      |

### Konstrukteurswertung
| Pos. | Konstrukteur              | Punkte |
| ---- | ------------------------- | ------ |
| 1    | Mercedes                  | 206    |
| 2    | Ferrari                   | 189    |
| 3    | Red Bull Racing-TAG Heuer | 134    |
| 4    | Renault                   | 56     |
| 5    | McLaren-Renault           | 40     |

| Pos. | Konstrukteur              | Punkte |
| ---- | ------------------------- | ------ |
| 06   | Force India-Mercedes      | 28     |
| 07   | Scuderia Toro Rosso-Honda | 19     |
| 08   | Haas-Ferrari              | 19     |
| 09   | Sauber-Ferrari            | 12     |
| 10   | Williams-Mercedes         | 4      |